# Zbór Kościoła Chrześcijan Baptystów w Rzeszowie
Zbór Kościoła Chrześcijan Baptystów w Rzeszowie – zbór Kościoła Chrześcijan Baptystów znajdujący się w Rzeszowie, przy Alei Józefa Piłsudskiego 11.
Nabożeństwa odbywają się w każdą niedzielę o godzinie 10:00.